# Mladorossi
La Unión de Mladorossi (en ruso: Союз Младороссов, Soyuz Mladorossov) era un grupo político ilegal de emigrantes blancos (que en su mayoría vivían en Europa central) que defendían un híbrido entre el absolutismo monárquico de la Dinastía Románov y una especie de sistema soviético parecido a los antiguos gremios, mejor evidenciado por su lema "El zar y los sóviets".
La organización comenzó en 1923, como la "Unión de Rusia Joven" (ruso: Союз Молодой России, Soyuz Molodoi Rossii) en Munich, cambiando su nombre a Unión de Mladorossi en 1925.

## Primeros años
Los Mladorossi (en ruso: Младороссы, IPA: [mlədɐˈrosɨ]), como se los conocía popularmente, al principio se declararon anticomunistas. A diferencia de otras organizaciones políticas de emigrados, se oponían a la idea de crear una "Rusia libre" en suelo no ruso, creyendo firmemente que lo que llamaban "Rusia ocupada por los soviéticos" era la única Rusia que podía existir. Los Mladorossi creían que el gobierno soviético, a pesar de toda su ideología negativa, estaba preservando el estado ruso y defendiendo sus intereses nacionales. También creían que la Revolución de Octubre era simplemente el comienzo de un proceso evolutivo que crearía una Rusia nueva y joven (de ahí el uso del prefijo mlado, que significa "joven").

## Grupos similares
En la misma época surgieron varios movimientos de emigrados con una ideología similar, en particular los Evraziitsi y los Smenovekhovtsi. Otros movimientos y organizaciones de emigrados, como la Alianza Nacional de Solidaristas Rusos (NTS), la Orden de la Unión Imperial Rusa y el ROVS, eran hostiles a estos movimientos, pues consideraban que intentaban justificar la Revolución de Octubre y reconciliarse con los bolcheviques.

## Ideología
La organización Mladorossi tuvo una influencia fascista como lo demuestra su doctrina y como se ve a través del uso del saludo romano popularizado por el dictador por Benito Mussolini para saludar a su líder (renunció cuando Hitler lanzó la Operación Barbarroja). Alexander Kazembek vio en el fascismo la combinación de tradicionalismo, nacionalismo, anticomunismo, así como el deseo de apoyarse en las masas, de ahí la imitación de los fascistas italianos. Kazembek también estuvo en algún tipo de contacto con Mussolini.
En 1933 Kazembek asistió a una conferencia en Berlín donde firmó un pacto de cooperación con la Organización Fascista Rusa de Anastasy Vonsiatsky y el Movimiento Nacional Socialista Ruso de Pavel Bermondt-Avalov, esto fue motivado por la postura anticomunista del Partido Nazi, sin embargo, cuando esto se convirtió en anticomunista. El sentimiento ruso Mladorossi denunció el nazismo con su secretario general, Kirill Elita-Vilchkovsky, refiriéndose a la ideología como "fascismo satánico".
Los Mladorossi también tenían una orientación monárquica. Reconocieron al Gran Duque Kirill Vladimirovich de Rusia como legítimo heredero del trono ruso, y este último se convirtió en partidario de la organización.
William Seabrook señaló que si bien los Mladorossi eran zaristas, parecían casi "rojos" para los rusos conservadores debido a sus opiniones izquierdistas.